# 효기심
효기심(본명: 최영효, 1991년 8월 11일~)은 대한민국의 역사 유튜버이다.

## 학력
- 강서초등학교(졸업)
- 서원중학교(졸업)
- 충북상업정보고등학교(졸업)
- 단국대학교 정치외교학과(중퇴)

## 수상
- 유튜브 골드버튼[1]